# Carex limula
Carex limula är en halvgräsart som beskrevs av Elias Fries. Carex limula ingår i släktet starrar, och familjen halvgräs. Inga underarter finns listade i Catalogue of Life.